# ABC-beleid
Het ABC-beleid is Nederlands rijksbeleid dat arbeids- en bezoekersintensieve bedrijven en voorzieningen koppelt aan goed door het Openbaar vervoer (OV) ontsloten locaties. Vervolgens wordt door het aanreiken van maximale parkeernormen getracht het autoverkeer te beteugelen. Bij het ABC-beleid gaat het vaak om nieuwe ontwikkelingen. In binnensteden gaat het meestal om parkeerbeleid en -beheer met een sterk accent op instrumenten als tariefstelling, vergunningverlening en handhaving. Buiten het ABC-locatiebeleid zijn gemeenten zelf bevoegd om parkeernormen vast te stellen. De kenmerken waaraan de verschillende locatiecategorieën voldoen zijn:

## A-locatie
- Optimale bereikbaarheid per openbaar vervoer op nationaal, regionaal, stadsgewestelijk en lokaal niveau
- Bereikbaarheid per auto van ondergeschikt belang
- Stringent parkeerbeleid
- Goede voorwaarden voor het gebruik van de fiets
- Aanwezigheid van voorzieningen draagt bij aan een aantrekkelijke verblijfs- en werkomgeving.

## B-locatie
- Goede bereikbaarheid per openbaar vervoer op regionaal of stadsgewestelijk en lokaal niveau
- Redelijke bereikbaarheid per auto op lokaal en bovenlokaal niveau
- Beperking van parkeerfaciliteiten, vooral voor langparkeerders
- Goede bereikbaarheid per fiets

## C-locatie
- Optimale bereikbaarheid per auto op lokaal en bovenlokaal niveau
- Geen eisen met betrekking tot het openbaar vervoer
- Parkeerfaciliteiten zijn afgestemd op het type bedrijven
- Congestievrije aansluiting op hoofdtransportassen

De A-locatie kent 10 parkeerplaatsen per 100 werknemers toe, de B-locatie 20 en de C-locatie stelt geen eisen.
Ter illustratie: de parkeernorm die de gemeente Schiedam voor Vijfsluizen hanteert is 1:85, waarbij op eigen terrein moet worden geparkeerd. De 85 staat in dit geval voor m² en niet voor werknemers.

## ABC-locatiebeleid
Het ABC-locatiebeleid is onderdeel van het sturende parkeerbeleid van de overheid. Dit beleid heeft als doel te bewerkstelligen dat het juiste bedrijf op de juiste plaats wordt gevestigd door de afstemming tussen bereikbaarheidsprofielen van locaties en mobiliteitsprofielen van bedrijven.
In 1988 zijn door het ministerie van VROM de bereikbaarheidsprofielen A, B en C gedefinieerd.
- Activiteiten met grote aantallen werknemers en/of bezoekers komen in aanmerking voor locaties met bereikbaarheidsprofiel A. Bijvoorbeeld de zakelijke dienstverlening.
- Goede bereikbaarheid per auto en per openbaar vervoer waardoor B locaties worden gekenmerkt, is onder meer belangrijk voor ziekenhuizen en kantoren.
- Activiteiten met relatief weinig werknemers en/of bezoekers die bovendien afhankelijk zijn van een goede bereikbaarheid per (vracht)auto komen in aanmerking voor locaties met bereikbaarheidsprofiel C. Bijvoorbeeld productie- en distributiebedrijven.